# Willem Kerper
Willem Frederik Kerper (Gouda, 9 maart 1879 – Amsterdam, 26 juli 1946) was een Nederlands componist, pianist, dirigent en muziekpedagoog.
Hij was zoon van pottenbakker Cornelis Pieter Kerper en Elisabeth van Bovene. Hij trouwde met Magdalene Christina Maria Bos. Dochter Christine Maria Kerper (Gouda 1903-) was tussen 1921 en 1981 een bekend pianist in oost Nederland en vanaf 1928 enige tijd beheerder van de muziekbibliotheek in Nijmegen, later opgaand in de Openbare Bibliotheek Nijmegen. Ze is enige tijd getrouwd geweest met componist Max Prick van Wely (1936-1943) en Jules Anne Marie Nijst (vanaf 1945) en opgeleid door Willem Andriessen en Jaap Spaanderman.
Willem kreeg zijn muziekopleiding aan het Haags Conservatorium, waar zijn docenten Carel Oberstadt (piano), Arnold Spoel (solozang), H.D. Ling (contrapunt) en Henri Viotta (compositieleer) waren. Hij trad als solopianist op in het gehele land. Daarna begon een loopbaan als koordirigent bij koren Arti et Religione (Gouda), Euphonia (Den Haag), Zangvereniging der Toonkunst en (Koninklijk) Nijmeegsch Mannenkoor (beide te Nijmegen). Hij gaf voorts muzieklessen aan de Stedelijke Muziekschool Gouda (1902-1907) en de Muziekschool van de Maatschappij tot Bevordering der Toonkunst (opvolger van Leon C. Bouman) in Nijmegen. Later werd hij directeur van de instelling en bleef les geven in harmonieleer en compositieleer. Onder zijn leerlingen bevonden zich componisten Johan Victor Dahlberg en Max Prick van Wely.
Hij vond tijd om enige werken op papier te zetten zoals een Concertouverture, een strijkkwartet, liederen zoals Herdenking, Der Einsiedler, Zur Ruh, Ganymed (opgedragen aan Aaltje Noordewier-Reddingius), Der kranke Schneider, een Pelgrimslied, De Profundis (beide voor mannenkoor), een Julianacantate voor mannenkoor, kinderkoor en dubbelorkest, een Te Deum en Hemelgave, een volksoratorium. In de jaren 1905 en 1906 vond hij nog tijd  voor schrijfsels over muziek in de Avondpost en schreef hij Muzikale Causeriën en Om te beginnen, een pianomethode.